# 164-я пехотная дивизия (вермахт)
164-я пехотная дивизия (нем. 164. Infanterie-Division) — тактическое соединение сухопутных войск вооружённых сил нацистской Германии периода Второй мировой войны. Стандартная пехотная дивизия седьмой волны мобилизации. Впоследствии преобразована в 164-ю лёгкую пехотную дивизию, вошедшую в состав Африканского корпуса

## История
Истоки формирования дивизии берут начало от 27 ноября 1939 года в Кёнигсбрюке, 4-й военный округ Дрезден. Во время Французской кампании (1940), дивизия была включена в группу армий «A», с которой дошла до Реймса, пока в декабре 1940 года была переведена в группу армий «D», осуществляющей оккупационные функции во Франции, Бельгии, Голландии. В январе 1941 года дивизия вошла в состав 12-й армии, находящейся в Румынии, и приняла участие в Балканской кампании по разгрому Югославии. С апреля участвует в захвате Греции, где она была в составе оккупационных войск в Салониках до июля. После операции по захвату Крита, в ноябре на остров прибывают 382-й и 433-й пехотные полки 164-й пехотной дивизии, которые вошли в состав крепостной дивизии «Крит». 440 пехотный полк передан в состав 717-ю пехотную дивизию. В августе 1942 года из 382-го и 433-го пехотных полков формируется основа 164-й лёгкой пехотной дивизии «Африка».

## Организация
- 382-й пехотный полк
- 433-й пехотный полк
- 440-й пехотный полк
- 220-й артиллерийский полк

## Командующие
- 1 декабря 1939 — 9 января 1940 — генерал-лейтенант Конрад Хаазе (нем. Konrad Haase)
- 10 января 1940 — январь 1942 — генерал-лейтенант Йозеф Фольтманн (нем. Josef Folttmann)